# Nationale Vergadering (Soedan)
De Nationale Vergadering (Arabisch: المجلس الوطني السوداني, Al-Maǧlis al-Waṭaniy; Engels: National Assembly) is het lagerhuis van de Nationale Legislatuur van Soedan. De Nationale Vergadering telt 426 leden waarvan er 213 worden gekozen volgens het meerderheidsstelsel en 213 volgens het stelsel van evenredige vertegenwoordiging. Een vaststaand aantal zetels, 128, zijn gereserveerd voor vrouwen.
Bij de verkiezingen van 2015 behield de Nationale Congrespartij van president Omar al-Bashir een absolute meerderheid aan zetels. Ibrahim Ahmed Omer Ahmed werd gekozen tot voorzitter van de Nationale Vergadering. Na de staatsgreep van 11 april 2019, waarbij al-Bashir werd afgezet werd de Nationale Vergadering ontbonden. Het nieuwe regime stelde later een Voorlopige Wetgevende Raad in als interim-parlement. Naar verwachting zullen er in najaar 2022 algemene verkiezingen worden gehouden.
Het hogerhuis van het parlement is de Raad van Staten (Maǧlis al-Wilāyāt).

## Zetelverdeling

Zetelverdeling na de verkiezingen van 2015